# För väntan
För väntan är det tredje albumet från 1981 av Eva Dahlgren. Inspelningen skedde i Glenstudio, Stocksund i april 1981. Skivnumret är CBS/Epic 85064.
Detta var hennes första rockalbum. Det innehöll låten "Titta på mej" som blev Eva Dahlgrens första hitlåt efter bidragen i Melodifestivalen. Låtens text är tänkt som en protest mot pornografin. "Titta på mej" blev med sin delvis kaxiga framtoning något av en signatur för Dahlgren, under ett antal år.
"Rätten till mitt liv" gavs ut som singel, dock i en något annorlunda version än på fullängdsalbumet. Även singelns b-sida, "Tired of love" skiljer sig från den version som senare gavs ut på samlings-LP:n "Känn mej". Texten skiljer sig delvis i de olika inspelningarna av denna låt.

## Låtlista

### Sida 1
1. Sommarbarn
2. Titta på mej
3. Violence
4. Jag vill ha dej
5. Egoism

### Sida 2
1. No Way
2. Häxorna
3. Ge dej
4. Rätten till mitt liv
5. Wilted Dream

## Medverkande musiker
Gruppen "Wajs Gajs":
- Rolf Alex, trummor
- Mats Englund, bas
- Anders Glenmark, gitarr och keyboard
- Jonas Isacsson, elgitarr

## Listplaceringar
| Lista (1981) | Topplacering |
| ------------ | ------------ |
| Sverige      | 2            |